# Omicron gondwanianum
Omicron gondwanianum är en stekelart som beskrevs av Giordani Soika 1978. Omicron gondwanianum ingår i släktet Omicron och familjen Eumenidae. Inga underarter finns listade i Catalogue of Life.